# Pojate
Pojate (Појате) è una frazione del comune serbo di Ćićevac.
È un importante nodo stradale, posto lungo l'autostrada A1 e punto d'origine della futura A5.